# Crnogorski planinski gonič
Crnogorski planinski gonič je rijetka pseća pasmina iz planinskoga dijela jugoistočne Europe. Crne i žućkastosmeđe boje i glatke dlake, psa su u prošlosti zvali crnim goničem. Sa sigurnošću možemo reći govoriti o zajedničkome porijeklu većine goniča iz jugoistočne Europe. Crnogorski planinski gonič je visine 46 do 56 centimetara i težine od 20 do 25 kilograma. Temeljni zadatci za njegovu primjenu su lov na lisice i planinske zečeve (Lepus timidus) te manju divljač, iako ni veće životinje nisu isključene kao što su jelenska divljač i divlji vepar.
Pasmina je ranije bila poznata pod imenom Jugoslavenski planinski gonič, Međunarodni kinološki savez je odlučio o današnjemu imenu 15. srpnja 1997. Prve norme za ovu pasminu potječu iz 1924. godine, vrlo nalikuje Austrijskomu glatkodlakomu goniču.
Ovaj gonič ostvario je prvo službeno priznanje 8. svibnja 1969. u Varšavi. Američka udruga za rijetke pasmine smatra Crnogorskoga planinskog goniča ugroženom pasminom. Zadnji prijevod na engleski jezik načinjen je 7. kolovoza 1998. godine.
U Sjedinjenim Američkim Državama postoji vrlo gledana politička emisija u kojoj voditelj ima čarapka u obliku psa. Voditelj kao trbuhozborac daje glas čarapku koji se zove Triumph, the Insult Comic Dog (hrvatski: Triumph, uvrjedljivi pas šaljivac). U televizijskoj emisiji žanra političke satire Late Night with Conan O'Brien (1993-2009) lutak (čarapko) je bio jasno određen kao Jugoslavenski planinski gonič i govorio je engleskim jezikom sa slavenskim izgovorom (vjerojatno ruskim).

##### Napomena:
Ovaj članak je većinom prijevod s Wikipedije na engleskomu jeziku.